# Comostola thalassias
Comostola thalassias är en fjärilsart som beskrevs av Holloway 1979. Comostola thalassias ingår i släktet Comostola och familjen mätare. Inga underarter finns listade i Catalogue of Life.